# Coppa di Romania (calcio a 5)
La Coppa di Romania (in romeno Cupa României) è una competizione calcettistica riservata a squadre maschili affiliate alla Federazione calcistica della Romania, ente organizzatore della manifestazione. È il secondo torneo di calcio a 5 per importanza della Romania dopo la massima divisione del campionato nazionale.

## Storia
La Coppa di Romania è stata istituita nella stagione 2003-2004, un anno più tardi rispetto al campionato nazionale. In virtù della regola dei gol fuori casa, l'AFC Bodu ha vinto la prima edizione del torneo al termine della doppia finale contro il Transilvania (3-3 a Târgu Mureș, 2-2 a Bucarest).

## Albo d'oro
- 2003-2004:  Bodu Bucarest (1)
- 2004-2005:  MGA Bucarest (1)
- 2005-2006:  Energoconstrucţia Craiova (1)
- 2006-2007:  CIP Deva (1)
- 2007-2008:  City'us TM (1)
- 2008-2009:  City'us TM (2)
- 2009-2010:  City'us TM (3)
- 2010-2011:  City'us TM (4)
- 2011-2012:  City'us TM (5)
- 2012-2013:  City'us TM (6)

- 2013-2014:  City'us TM (7)
- 2014-2015:  Autobergamo Deva (1)
- 2015-2016:  Autobergamo Deva (2)
- 2016-2017:  Informatica Timișoara (1)
- 2017-2018:  Informatica Timișoara (2)
- 2018-2019:  Dunărea Călăraşi (1)
- 2019-2020:  Székelyudvarhely (1)
- 2020-2021:  Imperial Wet (1)
- 2021-2022:  United Galați (1)
- 2022-2023:  Autobergamo Deva (3)

- 2023-2024:  CSM Deva (4)